# 463
463 је била проста година.

## Догађаји
- Хилдерик I краљ Салијских Франака, у савезу са римским генералом Егидијем. Током битке код Орлеана, Визиготи под краљем Теодорихом II су поражени од Франака док су прелазили реку Лоару.
- Свеви живе под диархијом и воде грађански рат око краљевске власти у Галицији (Северна Шпанија).
- Почиње побуна кланова Киби против државе Јамато (Јапан) на Корејском полуострву.